# Homo Faber: relacja
Homo Faber: relacja (niem. Homo faber. Ein Bericht) – powieść Maksa Frischa napisana w 1956 roku, opublikowana w Polsce w roku 1959. 
Druga powieść należąca do trylogii Frischa traktującej o wyalienowaniu i niedostosowaniu jednostki, będąca jednocześnie nowoczesną wersją mitu o Edypie.
Książka wydawna była w Polsce kilkunastokrotnie, przez wydawnictwa Czytelnik, Interart, De Agostini, Muza oraz Świat Książki. Autorką przekładu do wszystkich ww. wydawnictw jest Irena Krzywicka.

## Fabuła
Tytułowy Homo Faber (łac. człowiek wytwórca), Walter jest inżynierem (jego praca dyplomowa traktowała o demonie Maxwella) i pracuje dla UNESCO. Podczas podróży do Caracas spotyka Herberta. Podczas przypadkowej rozmowy podczas lotu okazuje się, że Walter i Joachim, brat Herberta, znali się w młodości. Faber postanawia zmienić trasę, aby się z nim spotkać. Gdy obaj mężczyźni docierają na plantację tytoniu w Gwatemali okazuje się, że Joachim popełnił samobójstwo.
Kilka tygodni później, Walter podczas rejsu z Nowego Jorku do Francji poznaje Elisabeth, młodą kobietę, która wzbudza jego fascynację. Podczas podróży rodzi się tylko niegroźny flirt, jednak po rejsie spotyka ją w Paryżu, oferując swoje towarzystwo. Razem postanawiają wybrać się samochodem do Włoch, a potem do Grecji, gdzie mieszka matka Elisabeth. Podczas jednej z ich rozmów okazuje się, że matka dziewczyny, Hanna, również jest znajomą Waltera z czasów młodości, a jej ojcem jest właśnie Walter.
Ostatniego dnia podróży, na plaży nieopodal Koryntu, Elisabeth zostaje ukąszona przez żmiję. Walterowi udaje się dowieźć ją do szpitala w Atenach. Tam spotyka Hannę, od której dowiaduje się, że Elisabeth była jego córką. Mimo że Elisabeth otrzymuje zastrzyk z surowicą, umiera.

## Interpretacja
Jak pisze Grażyna Rompel-Kwiatkowska, Frisch zbudował powieść w oparciu o arystotelesowską definicję tragedii oraz tragedię Sofoklesa Król Edyp. W książce można znaleźć elementy tragedii antycznej, które również występują u Sofoklesa, jak:
- popełnienie czynu tragicznego – hamartia,
- zmiana kierunku biegu zdarzeń – peripeteja,
- wyjaśnienie tożsamości bohatera – anagnorismos (anagnoryzm),
- bolesne zdarzenia między bliskimi osobami wzbudzające u odbiorcy litość i trwogę jednocześnie prowadzące do katharsis,
- przywrócenie stanu równowagi – dike.

Podobieństwo Fabera i Edypa wynika również z podobieństwa losów (kazirodztwo, odkrywanie prawdy), miejsca akcji (Ateny, Korynt) oraz elementów świata przedstawionego, zaczerpniętych przez Frischa z tragedii Sofoklesa: wiara w nieomylność rozumu, głowa Meduzy, Mojry, Erynie, skorupy greckiej wazy itp.

## Ekranizacja
Na podstawie powieści powstał film Homo Faber Volkera Schlöndorffa z Samem Shepardem i Julie Delpy w rolach głównych.